# Viksberg, Södertälje kommun
Viksberg är en bebyggelse norr om Södertälje , strax norr om Viksäter. Området ingår sedan 2015 i tätorten Viksäter och Viksberg. Före 2015 bildade denna bebyggelse samman med den i Lindängen en av SCB avgränsad och namnsatt småort namnsatt till
Lindängen och Viksberg. 

## Historia
Gården Viksbergs säteri har en historia som går långt tillbaka i tiden. Viksberg är belägen invid det höga Korpberget. Här odlar men flera olika sorters växter, som inte är vanligt förekommande i Södermanland. Strax nordväst om den plats där landsvägen från Södertälje grenar sig ligger en hälsokälla med mineralhaltigt vatten. Källan var i bruk under senare delen av 1600-talet och större delen av 1700-talet. Området tillhörde före 1974 till Salems socken och Salems landskommun.